# Área de Proteção Ambiental da Cachoeira do Urubu

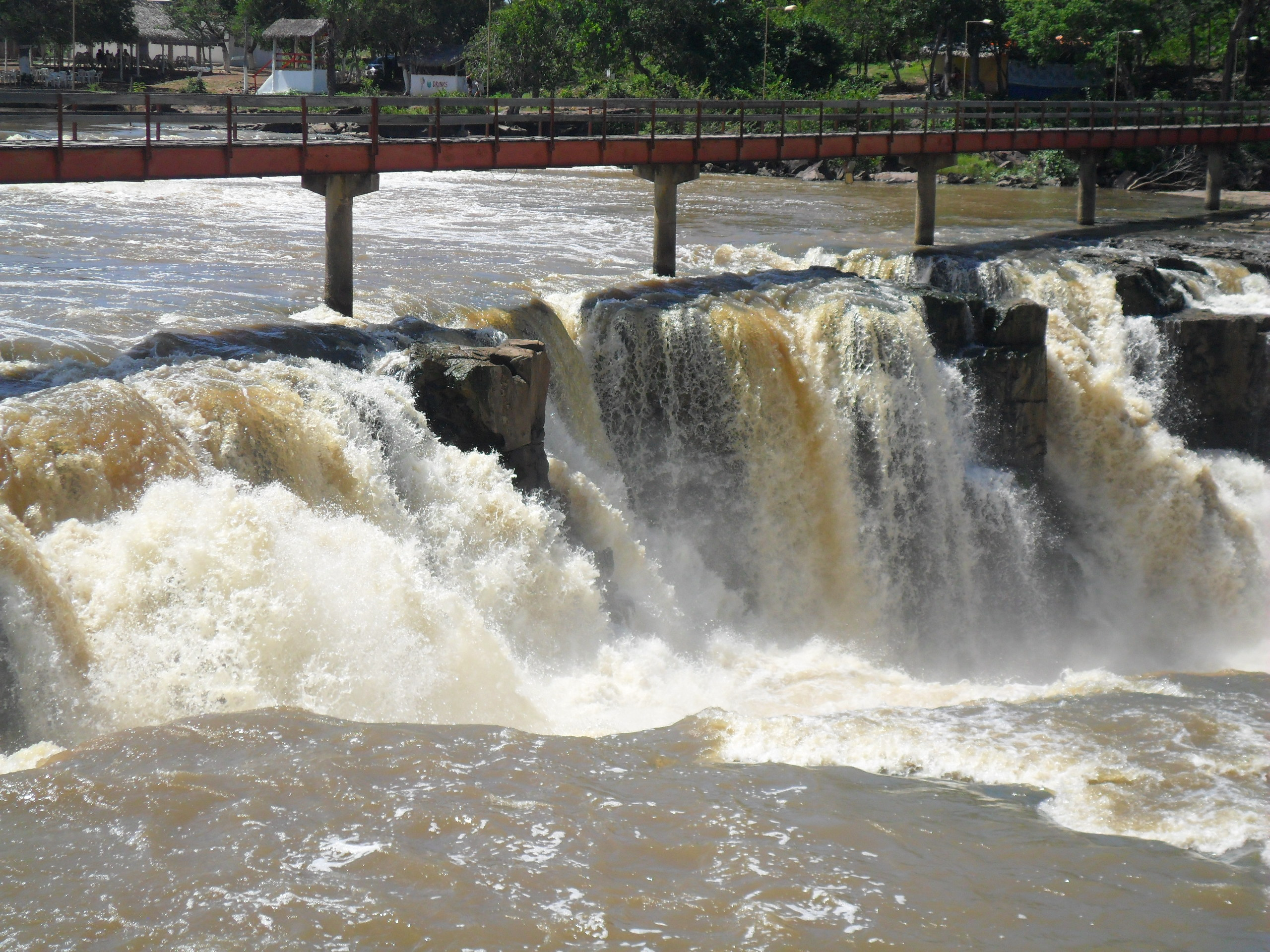
Catarata de invernia.

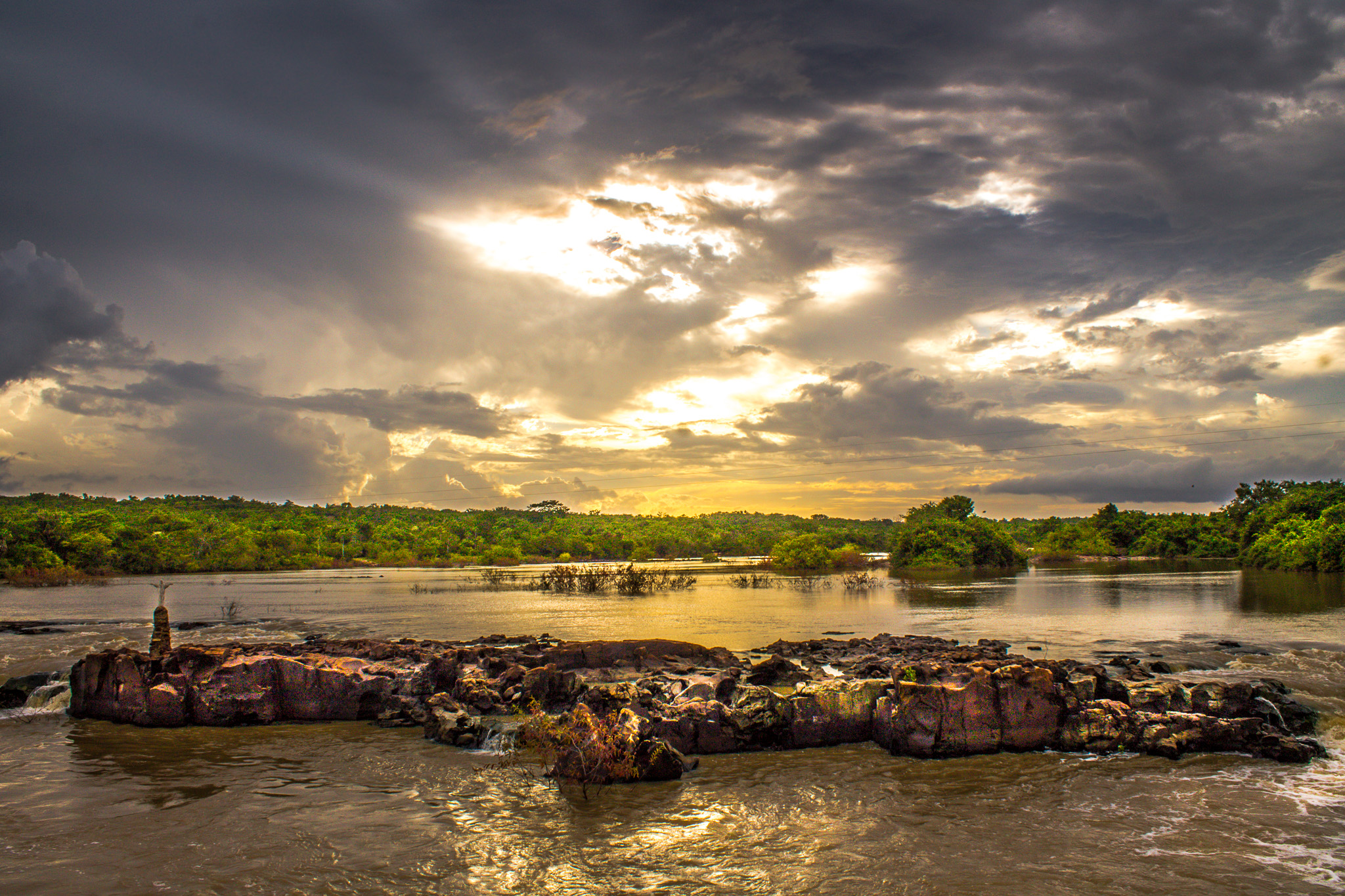
Vista das águas.

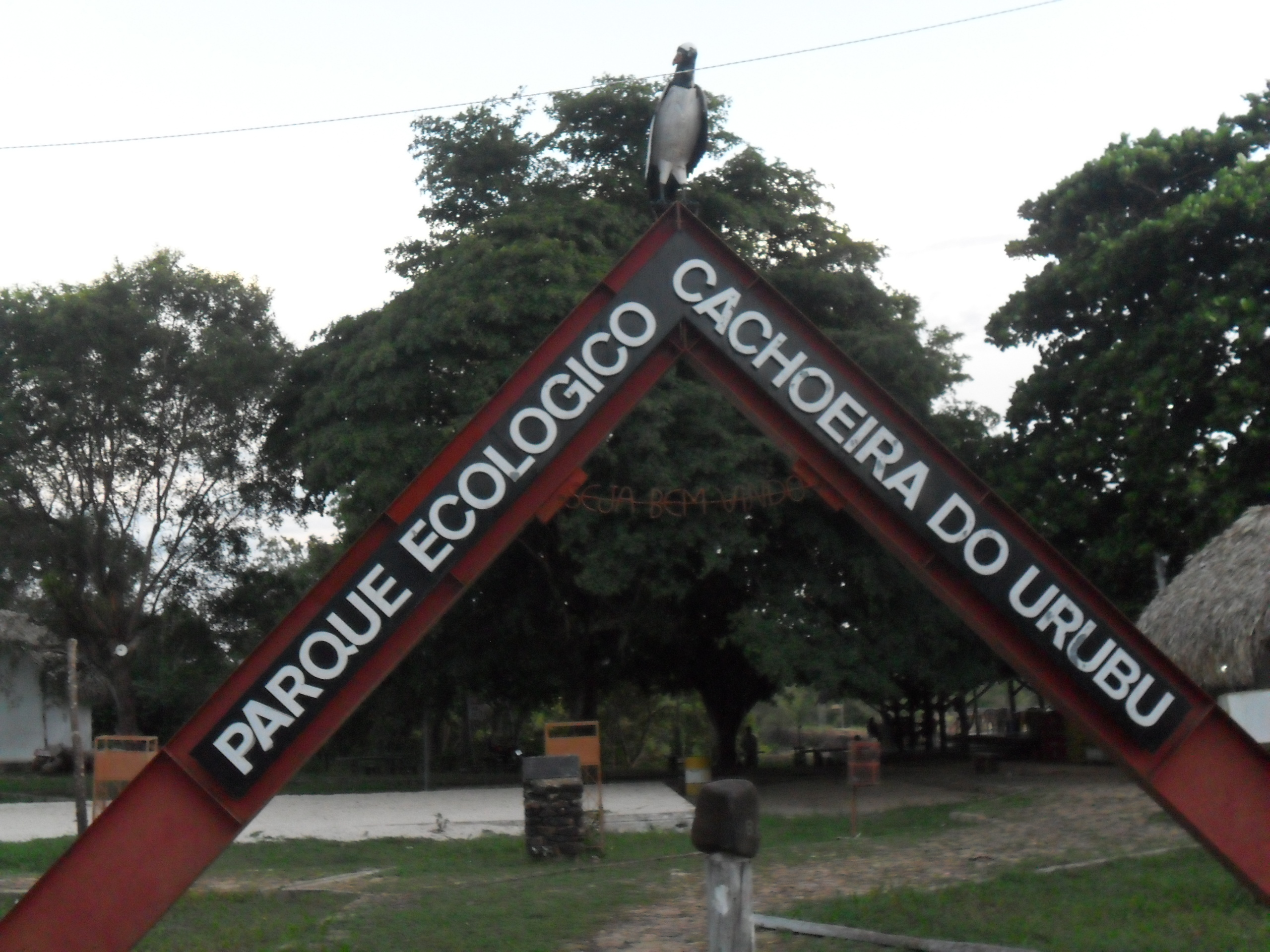
Entrada.

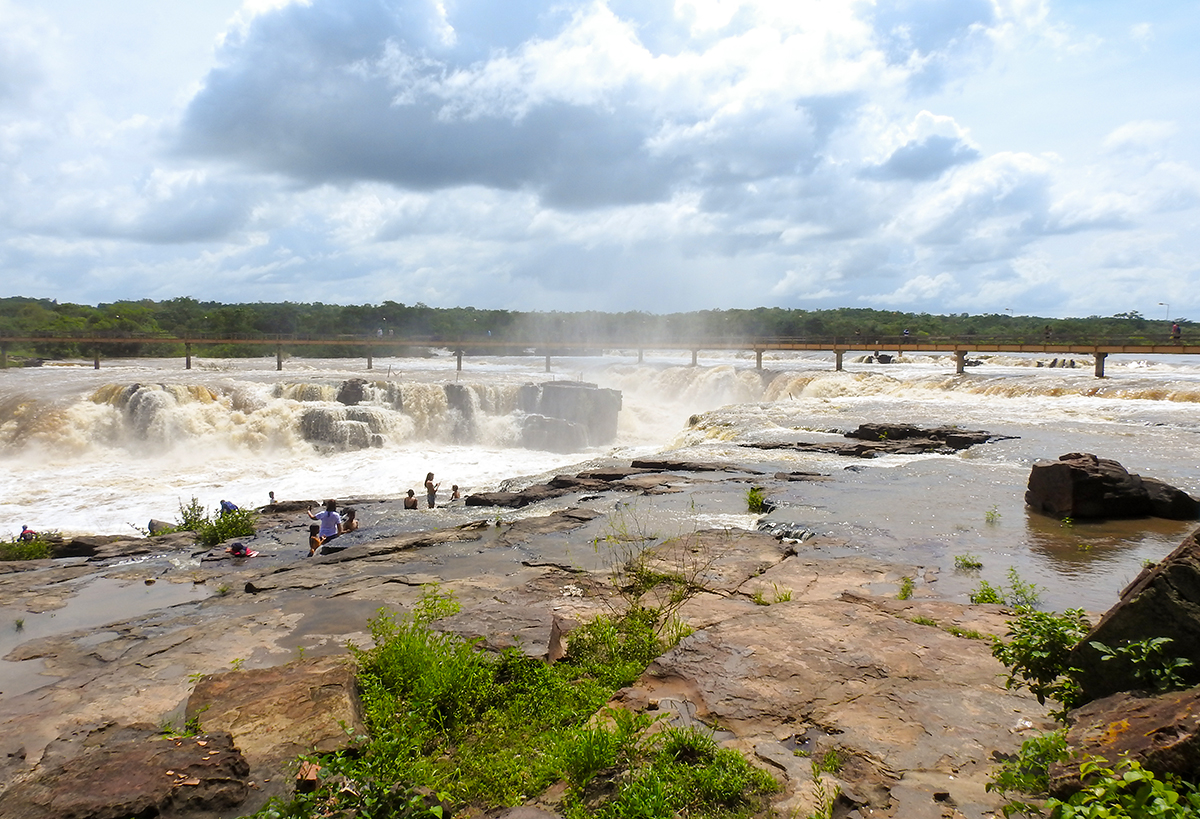

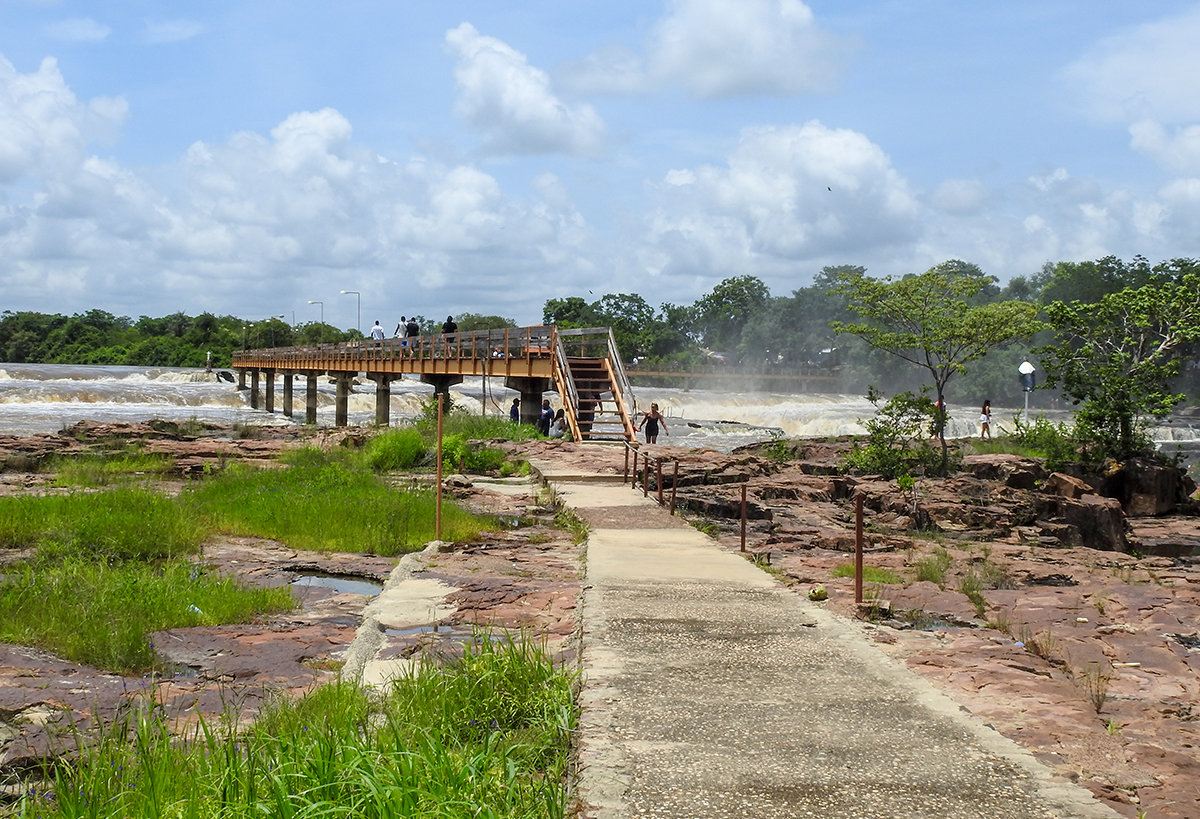
Vista da Passarela do Parque Ecológico da Cachoeira do Urubu

A Área de Proteção Ambiental da Cachoeira do Urubu, conhecida popularmente como Parque Ecológico da Cachoeira do Urubu, é uma área protegida localizada no norte do Estado do Piauí. Localizada entre os municípios de Batalha e Esperantina, ela se encontra junto ao curso do Rio Longá, e a 180 km de Teresina.
Durante o primeiro semestre do ano, devido ao período das chuvas, as quedas d'água se transformam num belo espetáculo. O lugar é uma área de preservação ambiental e conta com infra-estrutura de apoio para turistas.